# Serena Fiorello
Serena Fiorello (* 12. Dezember 1985 in Köln) ist eine Schauspielerin.
Bekannt wurde Fiorello vor allem durch die Rolle der Giovanna Varese in der WDR-Fernsehserie Lindenstraße, welche sie vom Sommer 1998 bis zum Frühjahr 2003 verkörperte.